# キンモクセイ (小野大輔の曲)
「キンモクセイ」は、小野大輔の3枚目のシングル。2009年9月9日にLantisから発売された。

## 概要
前作「真夏のスピカ」から約1年1ヶ月ぶりのリリース。カップリング曲の「鳥の夢」は、小野自身が作詞を担当している。
初回生産分はスペシャルブックレット仕様で、12ページのミニ写真集「オレンジメモリー」が付属されている。

## 収録曲
1. キンモクセイ [4:34]
作詞・作曲・編曲：渡辺拓也
  - テレビ東京『アニソ〜ンぷらす』2009年9月度オープニングテーマ
  - 『アニたま』2009年9月度エンディングテーマ
  - 『Run Run LAN!』2009年9月度オープニングテーマ
2. 鳥の夢 [4:38]
作詞：小野大輔、作曲・編曲：渡辺拓也
3. キンモクセイ（off vocal）
4. 鳥の夢（off vocal）